# Papierowy księżyc (film)
Papierowy księżyc – amerykańska tragikomedia filmowa z 1973 roku, powstała na podstawie powieści Addie Pray Joego Davida Browna w reżyserii Petera Bogdanovicha. Film spotkał się z uznaniem krytyków.
Film ten zainspirował amerykańską telewizję – w latach 1974–1975 stacja ABC wyświetlała serial Paper Moon, w którym główne role odegrali młoda Jodie Foster oraz Christopher Connelly. Serial oparty był na wątkach przedstawionych w filmie Bogdanovicha.

## Fabuła
Tatum O’Neal gra tu rolę sieroty Addie Loggins, która przyczepia się do komiwojażera-oszusta Mosesa Praya (Ryan O’Neal), sprzedającego samotnym wdowom luksusowe wydania Biblii.

## Główne role
- Ryan O’Neal – Moses Pray
- Tatum O’Neal – Addie Loggins
- Madeline Kahn – Trixie Delight
- John Hillerman – Poseł Hardin/Jess Hardin
- P.J. Johnson – Imogene
- Jessie Lee Fulton – Panna Ollie
- James N. Harrell – Minister
- Randy Quaid – Leroy

## Recepcja
Film trafił do kin w maju 1973 roku i odniósł ogromny sukces, a z małej dziewczynki zrobił wielką gwiazdę. Tatum zachwyciła zarówno widzów, jak i krytyków, została najmłodszą laureatką Oscara w historii i jedną z nielicznych osób, które tego typu wyróżnienie dostały za debiut. W 1974 roku nagrodzono ją też Złotym Globem dla najbardziej obiecującej aktorki.